# Улла Торнаес
Улла Торнаес (дан. Ulla Tørnæs; 4 вересня 1962, Есб'єрг) — данський політик, член партії «Венстре», міністр розвитку співробітництва Данії (з листопада 2016 року), міністр науки, технологій, інформації та вищої освіти (лютий — листопад 2016).

## Політична кар'єра

### Роль у данській політиці
Торнаес обіймала посаду міністра освіти у кабінеті Андерса Фог Расмуссена (2001—2005 рр.) та міністра з питань співробітництва в галузі розвитку в кабінеті Андерса Фог Расмуссен з 18 лютого 2005 року. З 2007 року вона була членом Консультативної ради з економічного розвитку жінок Світового банку, яку очолили Денні Лейпцигер та Хайдемарі Вечорик-Зуль. Вона також була членом Комісії прем'єр-міністра з ефективного співробітництва в галузі розвитку з Африкою.
З 2010 по 2016 рік Торнаес була членом комітету з управління Данською програмою ліберальної демократії (DLDP).

### Член Європарламенту, 2014—2016 роки
Торнаес стала членом Європарламенту після виборів 2014 року. Член політичної фракції АЛДЄ (Альянс лібералів і демократів за Європу), вона була заступником Голови Комітету з питань зайнятості та соціальних питань. У 2015 році вона була головним учасником переговорів для групи АЛДЄ в системі eCall.
Крім своїх доручень комітету, Торнаес була членом парламентської делегації з питань відносин з країнами Південно-Східної Азії та Асоціації держав Південно-Східної Азії.

### Повернення до данської політики
Торнаес вийшла зі складу Європейського парламенту 29 лютого 2016 року, ставши міністром науки, технологій, інформації та вищої освіти у кабінеті Ларса Люкке Расмуссена. Її наступником є Мортен Локкегаард.
28 листопада 2016 року вона отримала посаду міністра розвитку співробітництва Данії.

## Інші посади
- Багатостороннє агентство з гарантування інвестицій (MIGA), група Світового банку, екс-офіційний член Ради керуючих[8];

- Світовий банк, екс-офіційний член Ради керуючих[9];

- Данська програма ліберальної демократії, член правління;

- План Міжнародний Данія, член Правління (2010—2013 рр.)[10].